# Mittelhof Altlomnitz
Der Mittelhof Altlomnitz (polnisch Dwór Środkowy w Starej Łomnicy) befindet sich westlich der Kirche in Stara Łomnica in der Stadt- und Landgemeinde Bystrzyca Kłodzka (Habelschwerdt) im Powiat Kłodzki der Woiwodschaft Schlesien in Polen.

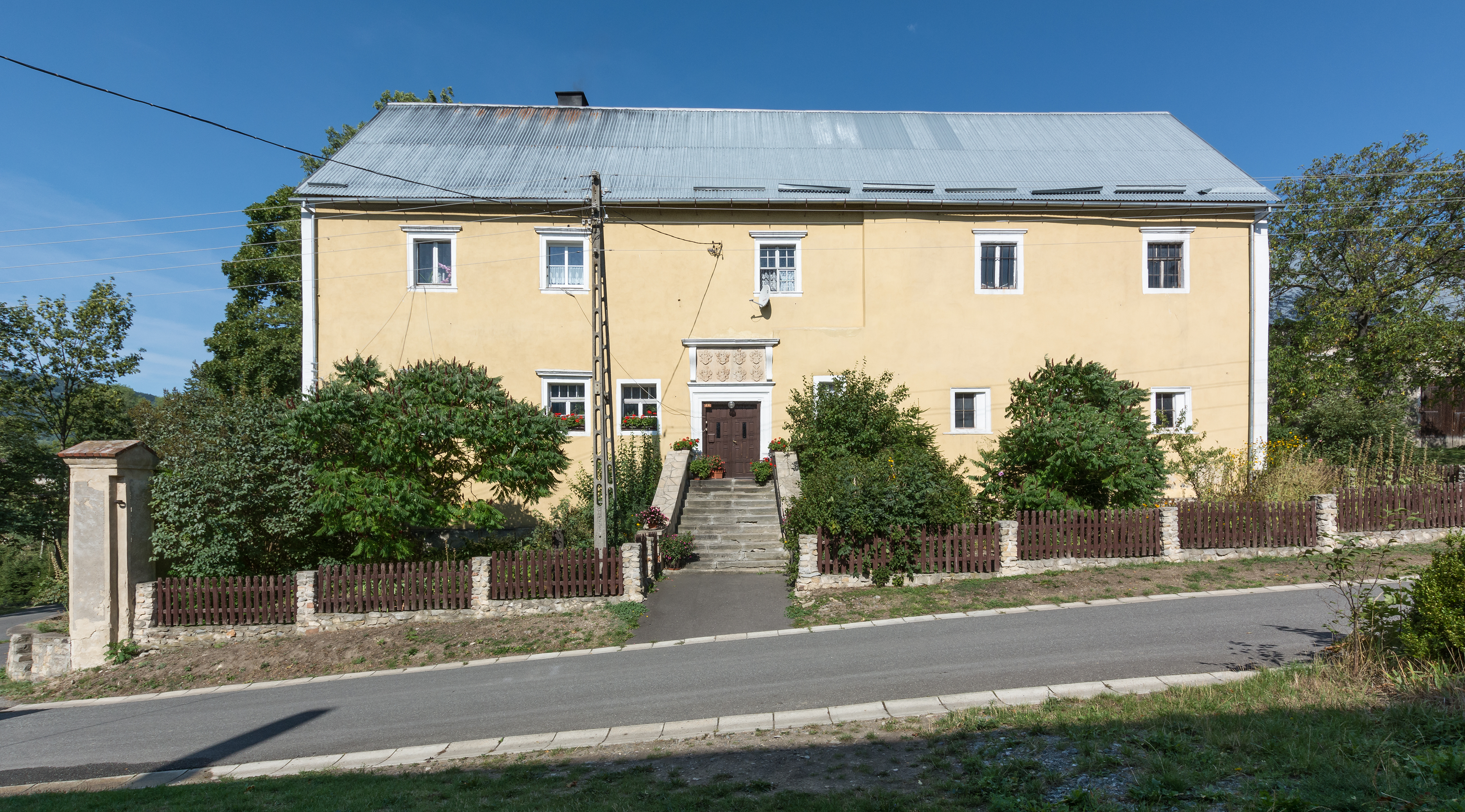
Mittelhof Altlomnitz

## Geschichte
Altlomnitz bestand zunächst aus den Rittersitzen Oberhof und Mittelhof, der das Stammhaus der Glatzer Linie der Herren von Pannwitz gewesen sein soll. Der Mittelhof wurde vermutlich Mitte des 16. Jahrhunderts um den vorher bestehenden Wohnturm Alt Lomnitz von Christoph von Pannwitz errichtet und in der zweiten Hälfte des 17. Jahrhunderts erweitert. Über dem verzierten Hauptportal befinden sich auf einer Tafel acht Wappen der Herren von Pannwitz.